# Нове Життя (Сумская область)
Нове Життя (укр. Нове Життя) — село,
Рудневский сельский совет,
Путивльский район,
Сумская область,
Украина.
Население по данным 1982 года составляло 40 человек.
Село ликвидировано в ? году.

## Географическое положение
Село Нове Життя находится в 1,5 км от левого берега реки Клевень и в 1,5 км от правого берега реки Берюшка.
На расстоянии в 1,5 км расположены сёла Ховзовка, Руднево и  Шулешовка.

## История
- ? — село ликвидировано.